# Vilain Ier d'Aulnay
Vilain Ier d'Aulnay († vers 1269) est baron d'Arcadie au début du XIIIe siècle. Il est le fils cadet d'Odard, seigneur d'Aulnay, et de Galienne.

## Biographie

### Origine
Vilain d'Aulnay est un chevalier français originaire d'Aulnay-l'Aître en Champagne. Il est probablement le fils d'Odard, seigneur d'Aulnay et maréchal de Champagne, et de Galienne (nom de famille inconnu, peut-être issue de la maison de Villehardouin)[réf. nécessaire]. Dans la version grecque de la Chronique de Morée, il est nommé comme Βηλὲς ντὲ Ἀνόε, qui a été transmise aux autres versions de la Chronique comme Anoé, Annoée ou Anoée.
Odard d'Aulnay aurait eu trois fils : Érard, Geoffroi et Vilain. Les deux premiers seraient restés en Champagne, tandis que Vilain part chercher fortune en Orient.

### Vie à Constantinople
La présence de Vilain est attestée pour la première fois en Orient en 1229, lorsqu'il est envoyé avec Ponce de Lyon, par les barons de l'Empire, pour offrir la régence du jeune Baudouin II de Constantinople à Jean de Brienne.
En 1234, il est probablement envoyé en mission diplomatique auprès de la reine de France, Blanche de Castille, pour le comte de Baudouin II de Constantinople.
En 1238, il est cité comme « maréchal de Romanie » (c’est-à-dire l’empire latin de Constantinople) dans un traité où la Sainte Couronne est mise en gage par le vénitien Nicolas Quirini pour la somme de 13 134 hyperpères,.

### Baron d'Arcadie
Vilain aurait entrepris de fréquents voyages en France et, en février 1249, son cousin, le prince d'Achaïe Guillaume II de Villehardouin, lui transmet une lettre pour le comte de ChampagneThibaud IV, dans laquelle il cède à Vilain le bénéfice de tous les biens de la famille Villehardouin en Champagne.
En 1261, avec la reconquête de Constantinople par les Byzantins et l'effondrement de l'empire latin, Vilain se réfugie à la cour d'Achaïe, où Guillaume II de Villehardouin crée pour lui une nouvelle baronnie à partir de terres du domaine princier : la baronnie d'Arcadie,.
Vilain meurt vers 1269 et est remplacé par ses deux fils, Érard et Geoffroi, qui héritent chacun de la moitié de la baronnie d'Arcadie.

## Mariage et enfants
Il épouse Agnès de Traînel, dame de Resson, fille de Garnier IV de Traînel, seigneur de Marigny, et d'Hélisende de Rethel, dont il a au moins deux enfants :
- Érard d'Aulnay († après 1279), qui hérite de la moitié de la baronnie d'Arcadie. Emprisonné par les Grecs, il meurt probablement sans union ni postérité.
- Geoffroi d'Aulnay († 1297), qui hérite de la moitié de la baronnie d'Arcadie à la mort de son père et de l'autre moitié à la mort de son frère. Le nom de son épouse est inconnu, mais il a au moins un enfant.

## Source
- Marie Henry d'Arbois de Jubainville, Histoire des Ducs et Comtes de Champagne, 1865.
- Antoine Bon, La Morée franque : Recherches historiques, topographiques et archéologiques sur la principauté d'Achaie 1205-1430, 1969 (lire en ligne).
- Jean Longnon, Recherches sur la vie de Geoffroy de Villehardouin, suivies du catalogue des actes des Villehardouins, 1939.